# Phylica arborea
Phylica arborea es una especie de arbusto o pequeño árbol de la familia Rhamnaceae.

## Descripción
Es un arbusto o pequeño árbol con las hojas estrechas como agujas, de color verde oscuro, plateadas por el envés y con flores terminales verdosas blaquecinas. Por lo general, un arbusto o árbol procumbente, puede alcanzar un tamaño de 6-7 m de altura en lugares protegidos. 

## Distribución
Se encuentra en varias islas aisladas, como la de Tristán da Cunha y el grupo de la isla de Gough, en el sur del Océano Atlántico, así como la isla de Ámsterdam en el sur del Océano Índico.

## Taxonomía
Phylica arborea fue descrita por Louis-Marie Aubert du Petit-Thouars y publicado en Esquisse Fl. Tristan d'Acugna 45 1808.
Sinonimia
- Phylica nitida[4]